# Jelani McCoy
Jelani Marwan McCoy (Oakland, 6 dicembre 1977) è un ex cestista statunitense, professionista nella NBA, in Europa e in Asia.

## Carriera
È stato selezionato dai Seattle SuperSonics al secondo giro del Draft NBA 1998 (33ª scelta assoluta).

## Statistiche

### College
| Anno      | Squadra     | PG | PT | MP   | TC%  | 3P% | TL%  | RP  | AP  | PRP | SP  | PP   |
| --------- | ----------- | -- | -- | ---- | ---- | --- | ---- | --- | --- | --- | --- | ---- |
| 1995-1996 | UCLA Bruins | 31 | 31 | 29,7 | 67,6 | -   | 43,5 | 7,8 | 0,9 | 0,6 | 3,3 | 10,2 |
| 1996-1997 | UCLA Bruins | 32 | 28 | 26,4 | 75,6 | -   | 44,6 | 6,5 | 1,5 | 0,6 | 1,9 | 10,9 |
| 1997-1998 | UCLA Bruins | 15 | 0  | 21,3 | 60,0 | -   | 52,2 | 7,1 | 0,9 | 0,5 | 1,7 | 9,9  |
| Carriera  | Carriera    | 78 | 59 | 26,7 | 69,4 | -   | 46,2 | 7,1 | 1,1 | 0,6 | 2,4 | 10,4 |

### NBA

#### Regular Season
| Anno       | Squadra             | PG  | PT | MP   | TC%  | 3P% | TL%  | RP  | AP  | PRP | SP  | PP  |
| ---------- | ------------------- | --- | -- | ---- | ---- | --- | ---- | --- | --- | --- | --- | --- |
| 1998-1999  | Seattle S.Sonics    | 26  | 0  | 12,7 | 73,7 | -   | 50,0 | 3,0 | 0,2 | 0,4 | 0,8 | 5,1 |
| 1999-2000  | Seattle S.Sonics    | 58  | 2  | 12,9 | 57,6 | -   | 49,5 | 3,1 | 0,4 | 0,3 | 0,8 | 4,3 |
| 2000-2001  | Seattle S.Sonics    | 70  | 44 | 16,3 | 52,3 | -   | 44,1 | 3,6 | 0,8 | 0,3 | 0,7 | 4,5 |
| 2001-2002† | L.A. Lakers         | 21  | 0  | 5,0  | 57,1 | -   | 25,0 | 1,2 | 0,3 | 0,0 | 0,2 | 1,2 |
| 2002-2003  | Toronto Raptors     | 67  | 25 | 20,4 | 49,1 | -   | 54,8 | 5,3 | 0,6 | 0,4 | 0,9 | 6,8 |
| 2003-2004  | Cleveland Cavaliers | 2   | 0  | 6,0  | -    | -   | -    | 2,0 | 0,0 | 0,0 | 0,0 | 0,0 |
| 2004-2005  | Atlanta Hawks       | 10  | 0  | 8,8  | 53,8 | -   | 20,0 | 2,1 | 0,0 | 0,3 | 0,8 | 1,5 |
| 2007-2008  | Denver Nuggets      | 6   | 1  | 5,5  | 100  | -   | 50,0 | 1,2 | 0,0 | 0,0 | 0,8 | 0,5 |
| Carriera   | Carriera            | 260 | 72 | 14,7 | 53,9 | -   | 49,0 | 3,5 | 0,5 | 0,3 | 0,7 | 4,6 |

#### Playoffs
| Anno     | Squadra          | PG | PT | MP  | TC%  | 3P% | TL% | RP  | AP  | PRP | SP  | PP  |
| -------- | ---------------- | -- | -- | --- | ---- | --- | --- | --- | --- | --- | --- | --- |
| 2000     | Seattle S.Sonics | 3  | 0  | 8,7 | 40,0 | -   | 0,0 | 2,0 | 0,7 | 0,0 | 0,0 | 1,3 |
| Carriera | Carriera         | 3  | 0  | 8,7 | 40,0 | -   | 0,0 | 2,0 | 0,7 | 0,0 | 0,0 | 1,3 |

## Palmarès
- McDonald's All-American Game (1995)
- Campionato NBA: 1

Los Angeles Lakers: 2002
- All-NBDL Third Team (2008)
- Migliore nella percentuale di tiro NBDL (2008)